# هاکستون (کلرادو)
هاکستون (به انگلیسی: Haxtun) شهری در ایالت کلرادو کشور ایالات متحده آمریکا است که جمعیت آن در سرشماری سال ۲۰۱۰ میلادی، ۹۴۶ نفر بوده‌است.